# Яневич Володимир Анатолійович
Володи́мир Анато́лійович Яне́вич (23 червня 1993 — 15 лютого 2015) — солдат Збройних сил України.

## Життєвий шлях
Закінчив 9 класів Миролюбненської ЗОШ, Новоселицький професійний аграрний ліцей. Кілька років служив за контрактом у Старокостянтинові, солдат 3568-ї зенітної технічної ракетної бази. Вступив до Новоушицького технікуму Подільського державного аграрно-технічного університету.
У часі війни в складі частини був водієм автомобіля «Урал». Загинув 15 лютого 2015-го поблизу Логвинового під час довезення набоїв з міста Артемівськ до Дебальцевого. Колона конвою з 6 машин рухалася польовою дорогою та потрапила у засідку, «Урал» був розстріляний з танків. Тоді ж загинув Микола Бутенко.
Тіло Володимира знайшли волонтери.
Похований 24 квітня 2015-го у Миролюбному.
Без Володимира лишилися батьки — Тамара Анатоліївна, Анатолій Іванович, та молодший брат.

## Нагороди та вшанування
- Указом Президента України № 436/2015 від 17 липня 2015 року — орденом «За мужність» III ступеня (посмертно)[1]
- 15 лютого 2017-го на території в/ч А4009 відкрито пам'ятник Володимиру Яневичу